# Jolanta Banach
Jolanta Maria Banach (ur. 11 listopada 1958 w Lęborku) – polska polityk, nauczycielka, posłanka na Sejm II, III i IV kadencji, w latach 2001–2003 sekretarz stanu w Ministerstwie Pracy i Polityki Społecznej, następnie do 2004 sekretarz stanu w Ministerstwie Gospodarki, Pracy i Polityki Społecznej.

## Życiorys
W 1983 ukończyła filologię polską na Wydziale Humanistycznym Uniwersytetu Gdańskiego. Pracowała jako bibliotekarka i nauczycielka języka polskiego. Od 1992 zasiada we władzach Demokratycznej Unii Kobiet.
Od 1997 do 1998 przewodniczyła radzie wojewódzkiej Socjaldemokracji Rzeczypospolitej Polskiej, a w 1999 weszła w skład zarządu krajowego Sojuszu Lewicy Demokratycznej. W 1993, 1997 i 2001 uzyskiwała mandat poselski z okręgów gdańskich: nr 11 i nr 25. W latach 1995–1997 zajmowała stanowisko pełnomocnika rządu do spraw rodziny i kobiet. W latach 1998–2000 zasiadała w sejmiku pomorskim. W październiku 2001 w rządzie Leszka Millera powołana na sekretarza stanu w Ministerstwie Pracy i Polityki Społecznej (od stycznia 2003 zajmowała tożsame stanowisko w Ministerstwie Gospodarki, Pracy i Polityki Społecznej). Odwołana została w lutym 2004. Pełniła w tym okresie również funkcję pełnomocnika rządu do spraw osób niepełnosprawnych. W 2003 została matką chrzestną okrętu podwodnego ORP Bielik.
W marcu 2004 wraz z m.in. Markiem Borowskim była wśród współzałożycieli Socjaldemokracji Polskiej, wówczas objęła funkcję przewodniczącej klubu parlamentarnego SDPL. W Sejmie IV kadencji zasiadała w Komisji Polityki Społecznej i Rodziny.
Bez powodzenia kandydowała w 2005 i 2007 do Sejmu oraz w 2006 do sejmiku. W 2006 została zatrudniona jako wicedyrektor Bursy Gdańskiej, a w 2015 objęła stanowisko dyrektora tej placówki.
Od czerwca 2007 do lutego 2010 przewodniczyła SDPL w województwie pomorskim, następnie pozostawała członkinią zarządu wojewódzkiego partii. W wyborach w 2010, nadal należąc do SDPL, została wybrana z listy SLD do rady miejskiej w Gdańsku. Później opuściła SDPL. W 2014 z listy SLD-UP bezskutecznie startowała do Parlamentu Europejskiego. W 2016 założyła stowarzyszenie Lepszy Gdańsk. W wyborach w 2019 ponownie była kandydatką SLD do Sejmu. W 2021 związała się z Nową Lewicą (przystępując do frakcji SLD). W styczniu 2022 zasiadła w zarządzie regionu pomorskiego partii. W wyborach w 2024  ponownie została radną miejską w Gdańsku, wstąpiła do klubu radnych Wszystko dla Gdańska.

## Odznaczenia
- Srebrny Krzyż Zasługi[13]
- Order św. Marii Magdaleny III stopnia
- Medal 55-lecia Honorowego Krwiodawstwa PCK
- Odznaka „Za Zasługi dla Związku Kombatantów RP i Byłych Więźniów Politycznych”

## Życie prywatne
Jest mężatką, ma troje dzieci.